# Kathryn Bigelow
Kathryn Ann Bigelow, född 27 november 1951 i San Carlos i Kalifornien, är en amerikansk regissör, manusförfattare och producent. År 2010 blev Bigelow den första kvinna i filmhistorien som tilldelats en Oscar i regi. Hennes film The Hurt Locker fick även Oscar för bästa film samt ytterligare fyra statyetter.

## Biografi
Kathryn Bigelow är uppvuxen i Kalifornien som enda dottern i en medelklassfamilj. Pappan var föreståndare i en färgfabrik och mamman bibliotekarie. Hon studerade måleri vid San Francisco Art Institute och vid 20 års ålder fick hon ett stipendium till Whitney Museum's Independent Study Program i New York.
I New York lärde hon känna konstnärer som Richard Serra och Robert Rauschenberg och följde under en tid Susan Sontags föreläsningar om film vid Columbia University. Bigelow hade nu övergått till att studera film och tog examen vid filmprogrammet på Ivy League's Columbia University School of Arts 1979. Hon gjorde sin första film, en kortfilm, 1978.
Bigelow började regissera film omkring 1980 och blev tio år senare känd med filmerna Blue Steel och Point Break. Blue Steel är en polisfilm där en kvinnlig New Yorkpolis, spelad av Jamie Lee Curtis, jagar en psykopat. Actionfilmen Point Break från 1991 utspelar sig vid Kaliforniens kust. Keanu Reeves är en agent som infiltrerar ett gäng brottsmisstänkta surfare vars ledare spelas av Patrick Swayze. Point Break har blivit något av en kultfilm.
Mycket omskriven blev Strange Days (1995), en science fiction-thriller om en före detta polis (Ralph Fiennes) som gör affärer med disketter innehållande människors minnen och upplevelser. Dessa minnen och upplevelser har registrerats direkt från personers hjärnor och lagrats digitalt på en diskett. Disketterna kan sedan en annan person koppla in och uppleva minnena, händelserna och känslorna som om de var verkliga och deras egna.
Filmen K-19: The Widowmaker (2002) utspelar sig på en sovjetisk atomubåt 1959, under Kalla kriget. Atomreaktorns kylsystem börjar krångla och ubåten riskerar att sprängas, vilket skulle kunna leda till ett tredje världskrig. Huvudrollerna spelas av Harrison Ford och Liam Neeson.
I krigsfilmen The Hurt Locker berättar Bigelow i en dokumentär stil om tre amerikanska soldater i Irak. Deras uppdrag är att desarmera bomber. Filmen vann sex Oscars samt sex engelska BAFTA Awards 2010.
Bigelows nästföljande filmproduktion Zero Dark Thirty hade premiär 2012. Filmen handlar om amerikanernas jakt på Usama bin Ladin. Den svenske skådespelaren Fares Fares har en mindre roll i filmen.
Kathryn Bigelow har även regisserat avsnitt till amerikanska TV-serier.

### Privatliv
Mellan 1989 och 1991 var hon gift med regissören James Cameron.

## Citat
"Om där finns ett särskilt motstånd mot att kvinnor gör film så väljer jag att inte bry mig om det som ett hinder av två anledningar: Jag kan inte ändra mitt kön och jag vägrar att sluta göra film. Det är irrelevant vem eller vad som regisserar en film, det viktiga är om du reagerar på den eller inte. Det borde vara fler kvinnor som regisserar film; jag tror att folk inte är medvetna om att det är möjligt. Men det är det." 
"Krigets snuskiga lilla hemlighet är att en del män älskar det. Jag försöker avtäcka varför, försöker se vad det betyder att vara en hjälte i ett den typ av strider som utmärker krigen på 2000-talet." (om Hurt Locker) 
"Jag är fascinerad av starka kvinnor. Men jag inspireras lika mycket av män." 

## Filmografi i urval
- 1982 – The Loveless
- 1987 – Near Dark
- 1989 – Blue Steel
- 1991 – Point Break - dödens utmanare
- 1995 – Strange Days
- 2000 – The Weight of Water
- 2002 – K-19: The Widowmaker
- 2008 – The Hurt Locker
- 2012 – Zero Dark Thirty
- 2017 – Detroit